# Torquigener balteus
Torquigener balteus är en fiskart som beskrevs av Hardy 1989. Torquigener balteus ingår i släktet Torquigener och familjen blåsfiskar. Inga underarter finns listade i Catalogue of Life.